# 五帝內座三
HD 16458，又名BD+80 86，SAO 433、HR 774，是一颗位於仙王座的恒星，视星等为5.78，位于銀經127.33，銀緯19.59，其B1900.0坐标为赤經2h 33m 20.8s，赤緯+81° 19.59′ 29″。